# Светско првенство у пливању 2015 — 1.500 м слободно за жене
Такмичење у пливању у дисциплини 1.500 метара слободним стилом за жене на Светском првенству у пливању 2015. одржано је у два дана, 3. августа (квалификације) и 4. августа (финале) као део програма Светског првенства у воденим спортовима. Трке су се одржавале у базену Казањске арене у граду Казању (Русија).
За трке је било пријављено укупно 25 такмичарки из 21 земље. Титулу светске првакиње из 2013. са успехом је одбранила америчка пливачица Кејти Ледеки која је убедљиво славила у обе трке, и у оба наврата поправљала светски рекорд у овој дисциплини који сада износи 15:25,48 минута.
Сребрну медаљу освојила је Лорин Бојл из Новог Зеланда, док је бронзана медаља припала Мађарици Богларки Капаш која је уједно у финалу испливала и нови национални рекорд Мађарске.

## Освајачи медаља
|                    | Резултат      |                  | Резултат          |                      | Резултат      |
|                    |               |                  |                   |                      |               |
| Кејти Ледеки (USA) | 15:25,48 (СР) | Лорин Бојл (NZL) | 15:40,14 (НР, ОР) | Богларка Капаш (HUN) | 15:47,09 (НР) |

## Званични рекорди
Пре почетка такмичења званични свестки рекорд и рекорд шампионата у овој дисциплини су били следећи:
| Рекорд                     | Име                | Резултат | Место                    | Датум            |
| -------------------------- | ------------------ | -------- | ------------------------ | ---------------- |
| Светски рекорд             | Кејти Ледеки (USA) | 15:28,36 | Гоулд Коуст (Аустралија) | 24. август 2014. |
| Рекорд светских првенстава | Кејти Ледеки (USA) | 15:36,53 | Барселона (Шпанија)      | 30. јул 2013.    |

Током трајања такмичења у два наврата је поправљан светски, а самим тим и рекорд шампионата:
| Датум     | Трка          | Пливачица    | Репрезентација | Резултат | Тип рекорда |
| --------- | ------------- | ------------ | -------------- | -------- | ----------- |
| 3. август | Квалификације | Кејти Ледеки | САД            | 15:27,71 | СР          |
| 4. август | Финале        | Кејти Ледеки | САД            | 15:25,48 | СР          |

У финалној трци постављена су још два национална рекорда (Мађарске и Аустралије), те нови рекорд Океаније (а уједно и Новог Зеланда).

## Земље учеснице
За трке на 1.500 метара слободним стилом пријављено је укупно 25 такмичарки из 21 земље, а свака од земаља могла је да пријави максимално две такмичарке по утрци.
| - Аустралија (1) - Велика Британија (1) - Гватемала (1) - Данска (1) - Еквадор (1) - Италија (2) | - Кина (1) - Курасао (1) - Лихтенштајн (1) - Луксембург (1) - Мађарска (1) | - Мексико (1) - Немачка (2) - Нови Зеланд (1) - Сингапур (1) - САД (2) | - Словенија (2) - Фарска Острва (1) - Холандија (1) - Чешка (1) - Чиле (1) |

## Квалификације
У квалификацијама се пливало у 3 квалификационе групе, од којих је прву чинило 5 пливачица, док су преостале две имале по 10 такмичарки. Пласман у финале обезбедило је 8 такмичарки који су у квалификацијама оствариле најбоља времена.
Квалификационе трке пливане су 3. августа у јутарњем делу програма, са почетком у 10:56 по локалном времену.
| ПЛ. | Трка | Стаза | Пливач             | Репрезентација   | Време    | Нап.   |
| --- | ---- | ----- | ------------------ | ---------------- | -------- | ------ |
| 01. | 3    | 4     | Кејти Ледеки       | САД              | 15:27,71 | КВ, СР |
| 02. | 2    | 5     | Лоте Фрис          | Данска           | 15:54,23 | КВ     |
| 03. | 3    | 5     | Џесика Ашвуд       | Аустралија       | 15:56,52 | КВ     |
| 04. | 2    | 8     | Кристел Кобрич     | Чиле             | 16:01,63 | КВ     |
| 05. | 2    | 4     | Лорин Бојл         | Нови Зеланд      | 16:02,84 | КВ     |
| 06. | 3    | 3     | Богларка Капаш     | Мађарска         | 16:06,25 | КВ     |
| 07. | 2    | 3     | Шарон ван Рувендал | Холандија        | 16:09,12 | КВ     |
| 08. | 3    | 7     | Аурора Понселе     | Италија          | 16:12,01 | КВ     |
| 09. | 3    | 2     | Леони Бек          | Немачка          | 16:13,73 |        |
| 10. | 2    | 7     | Џесика Тилман      | Велика Британија | 16:21,21 |        |
| 11. | 2    | 0     | Гаја Натлачен      | Словенија        | 16:24,83 |        |
| 12. | 2    | 6     | Изабел Херле       | Немачка          | 16:25,04 |        |
| 13. | 3    | 6     | Мартина Карамињоли | Италија          | 16:27,13 |        |
| 14. | 3    | 0     | Ванг Гуојуе        | Кина             | 16:28,18 |        |
| 15. | 2    | 2     | Тјаша Одер         | Словенија        | 16:31,22 |        |
| 16. | 2    | 1     | Јулија Хаслер      | Лихтенштајн      | 16:32,04 |        |
| 17. | 1    | 5     | Валери Груест      | Гватемала        | 16:34,81 |        |
| 18. | 3    | 1     | Кејти Кембел       | САД              | 16:39,98 |        |
| 19. | 1    | 4     | Моник Оливије      | Луксембург       | 16:43,21 |        |
| 20. | 2    | 9     | Монтсерат Ортуњо   | Мексико          | 16:43,64 |        |
| 21. | 3    | 8     | Саманта Аревало    | Еквадор          | 16:48,52 |        |
| 22. | 3    | 9     | Мартина Елхеницка  | Чешка            | 16:50,22 |        |
| 23. | 1    | 3     | Рејчел Ценг        | Сингапур         | 17:26,53 |        |
| 24. | 1    | 6     | Лена Ранвандоутир  | Фарска Острва    | 18:21,09 |        |
| 25. | 1    | 2     | Бо-Ан Бос          | Курасао          | 18:57,27 |        |

Напомене: КВ - квалификација; СР - светски рекорд

## Финале
Финална трка пливана је 4. августа са почетком у 18:05 по локалном времену.
| ПЛ. | Стаза | Пливач             | Репрезентација | Време    | Нап. |
| --- | ----- | ------------------ | -------------- | -------- | ---- |
|     | 4     | Кејти Ледеки       | САД            | 15:25,48 | СР   |
| 2   | 2     | Лорин Бојл         | Нови Зеланд    | 15:40,14 | ОР   |
| 3   | 7     | Богларка Капаш     | Мађарска       | 15:47,09 | НР   |
| 4.  | 5     | Лоте Фрис          | Данска         | 15:49,00 |      |
| 5.  | 3     | Џесика Ашвуд       | Аустралија     | 15:52,17 | НР   |
| 6.  | 1     | Шарон ван Рувендал | Холандија      | 16:03,74 |      |
| 7.  | 6     | Кристел Кобрич     | Чиле           | 16:06,55 |      |
| 8.  | 8     | Аурора Понселе     | Италија        | 16:09,57 |      |

Напомене: СР - светски рекорд; НР - национални рекорд; ОР - Океанијски рекорд